# Friedrich Ahsbas von der Lanze
Friedrich Ahsbahs, Ritter von der Lanze (* 23. September 1810 in Prag; † 5. Januar 1879 in Steyr) war ein österreichischer Offizier, zuletzt Generalmajor.

## Leben
Friedrich Ahsbahs war ein Sohn des holsteinischen Pferdehändlers Jürgen Ahsbas, der im Pferdehandel mit Holsteinern in Böhmen zu großem Wohlstand gelangt war und neben einem Palais in Prag das Rittergut Zdiby erworben hatte, und seiner Frau Anna, geb. Przibislawsky. 
Er trat am 18. November 1828 als ex propriis-Kadett in das österreichische Infanterie-Regiment Nr. 11 ein. Am 1. August 1830 wurde er zum Kaiser-Ulanen-Regiment Nr. 4 versetzt und rückte in demselben am 1. August 1831 zum Leutnant, am 1. Dezember 1834 zum Oberleutnant, am 16. März 1840 zum Rittmeister zweiter Klasse und am 1. September 1842 zum Rittmeister erster Klasse und Eskadron-Kommandanten auf. 
Eingesetzt im Ersten Italienischen Unabhängigkeitskrieg, wurde er in Anerkennung seiner Tapferkeit in der Schlacht bei Curtatone und Montanara am 29. Mai 1848 mit Allerhöchster Entschließung vom 26. Juli 1848 mit dem Orden der Eisernen Krone III. Klasse ausgezeichnet. Den Statuten dieses Ordens gemäß erfolgte mit Allerhöchst unterzeichnetem Diplom vom 9. Juni 1852 seine Erhebung in den österreichischen Ritterstand mit dem Prädikat von der Lanze.
Am 30. Juli 1848 zum Major befördert, kämpfte Ahsbahs während des Sommerfeldzuges 1849 im Ungarischen Unabhängigkeitskrieg an der Spitze seiner Division, insbesondere in den beiden Schlachten bei Komorn und in jener bei Szőreg (5. August) und Temesvár (9. August), wofür ihm das Militär-Verdienstkreuz verliehen wurde. 
Am 8. Januar 1851 erfolgte seine Beförderung zum Oberstleutnant im Ulanen-Regiment Karl Graf Wallmoden Nr. 5, am 16. Januar 1853 zum zweiten Oberst im Dragoner-Regiment Friedrich Graf Wallmoden Nr. 6, dem späteren k.u.k. Böhmisches Dragoner-Regiment „Nikolaus Nikolajewitsch Großfürst von Rußland“ Nr. 12, und am 30. Juni 1853 seine Ernennung zum Kommandanten dieses Regiments. 
Am 24. April 1859 zum Generalmajor befördert, befehligte Ahsbahs während des Feldzugs 1859 im Sardinischen Krieg in Italien eine Brigade. Nach dem Vorfrieden von Villafranca wurde Ahsbahs am 8. Oktober 1859 in Disponibilität versetzt. Am 1. Juni 1863 wurde er auf sein Ansuchen in den Ruhestand übernommen.
Während des Deutschen Krieges 1866 wurde er am 1. Juni reaktiviert und erhielt das Kommando über eine Infanterie-Local-Brigade. Nach dem Prager Frieden (1866) kehrte er am 1. Oktober 1866 in den Ruhestand zurück.
Er heiratete 1858 in Fajzat Mathilde, geb. Ebenberger, verwitwete Gräfin Almásy (1826–1906). Der einzige gemeinsame Sohn des Paares, Georg (* 10. August 1861), starb im Alter von zwölf Jahren am 31. August 1873. Daher adoptierte Friedrich Ahsbahs seinen Neffen Leo Ahsbahs (* 9. August 1841), den Sohn seines am 2. Dezember 1859 als österreichischer Major gestorbenen Bruders Ludwig aus dessen Ehe mit Giovannina Bartoletti (1821–1874). Leo Ahsbahs erhielt mit Diplom vom 5. Januar 1874 den Ritterstand übertragen und mit Diplom vom 31. Juli 1875 bestätigt. Er heiratete am 10. August 1867 Gabriele Scultety von Szopor.

## Auszeichnungen
- Orden der Eisernen Krone (Österreich), Ritter 1848
- Militärverdienstkreuz (Österreich) 1849